# Combinación lineal

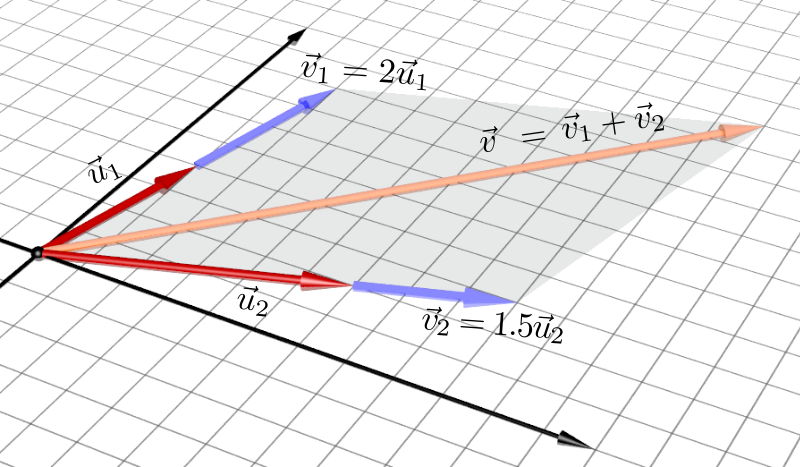
es la combinación lineal de los vectores y :

En matemáticas, particularmente en álgebra lineal, una combinación lineal es una expresión matemática que consiste en la suma entre pares de elementos, de determinados conjuntos, multiplicados entre sí.
En particular, la combinación lineal de un sistema de vectores se trata de un vector de la forma
{\displaystyle v=k_{1}v_{1}+k_{2}v_{2}+\cdots +k_{n}v_{n}=\sum _{i=1}^{n}k_{i}v_{i}}
con los {\displaystyle k_{i}} elementos de un cuerpo. La definición, provista de esta manera, da lugar a otras definiciones y herramientas importantes, como son los conceptos de independencia lineal y base de un espacio vectorial.

## Definición
Dados dos conjuntos cualesquiera A y B.
| Se define como combinación lineal a toda expresión de la forma {\displaystyle \sum _{\begin{smallmatrix}\alpha \in A\\b\in B\end{smallmatrix}}\alpha b.} |

Resulta de especial interés la definición de combinación lineal de vectores con respecto a un conjunto de escalares.

### Espacios vectoriales
Dado un espacio vectorial V sobre un cuerpo {\displaystyle \mathbb {K} } y un conjunto {\displaystyle A=\{v_{1},v_{2},v_{3},...,v_{n}\}} de vectores en V, es decir, {\displaystyle A\subset V}.
| Se dice que un vector {\displaystyle v\in V} es combinación lineal de A si {\displaystyle \exists k_{1},\dots ,k_{n}\in \mathbb {K} :v=\sum _{i=1}^{n}k_{i}v_{i}}. |

En términos no tan formales, diremos que {\displaystyle v} es combinación lineal de vectores de {\displaystyle A} si podemos expresarlo como una suma de productos por escalar de una cantidad finita de elementos de {\displaystyle A}. En este caso, también se dice que {\displaystyle v} depende linealmente de los vectores de {\displaystyle A}.

## Ejemplos

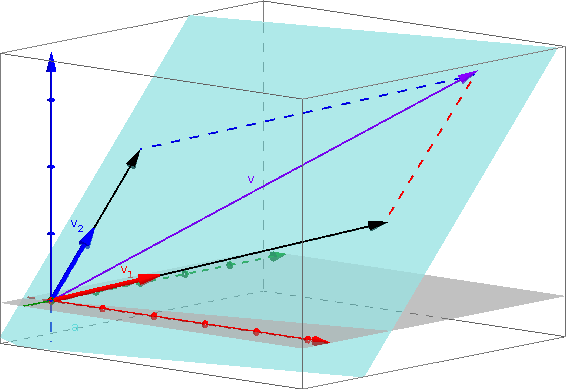
Combinación lineal de dos vectores en el espacio.

1. La terna ordenada (20, 12, 37) es una combinación lineal de (1, 3, 5) y (6, 2, 9): 
{\displaystyle {\begin{pmatrix}20\\12\\37\end{pmatrix}}=2{\begin{pmatrix}1\\3\\5\end{pmatrix}}+3{\begin{pmatrix}6\\2\\9\end{pmatrix}}.}
2. En general, dado un vector v en un espacio vectorial, todo múltiplo suyo {\displaystyle \lambda v} es combinación lineal. Para el caso particular {\displaystyle v\in \mathbb {R} ^{2}}, sus múltiplos son vectores en el plano con la misma dirección, es decir, paralelos.
3. Dado {\displaystyle v\in \mathbb {R} ^{3}}, decir que v es combinación lineal de otros dos vectores {\displaystyle v_{1},v_{2}} no paralelos equivale a afirmar que los tres vectores son coplanarios, es decir, que se encuentran en un mismo plano.
4. En la ecuación {\displaystyle 2x+3y-2z=0} se dice que {\displaystyle z} es combinación lineal de {\displaystyle x} y de {\displaystyle y}, porque podemos escribir {\displaystyle z=x+{\frac {3}{2}}y} sin más que despejar la {\displaystyle z}. De la misma manera, despejando oportunamente, cada una de estas variables se podría expresar como combinación lineal de las otras dos.

## Espacio generado
Dado un conjunto de vectores A del espacio vectorial V, finito o infinito, se llama espacio generado, denotado como {\displaystyle {\mbox{gen}}(A)}, al conjunto:

{\displaystyle {\mbox{gen}}(A)=\left\{v\in V|\exists a_{1},\dots a_{n}\in \mathbb {K} ,\exists v_{1},\dots v_{n}\in A:v=\sum _{i=1}^{n}a_{i}v_{i}\right\}}

donde {\displaystyle \mathbb {K} } es el cuerpo sobre el cual está definido V. En términos menos formales, el espacio generado a partir de A es el conjunto de todas las combinaciones lineales que pueden formarse con los vectores de A. Dicho conjunto es el mínimo subespacio vectorial de V que contiene al conjunto A.[cita requerida]